# Halong-Bucht
Koordinaten: 20° 51′ N, 107° 9′ O
| Halong-Bucht |

Die Halong-Bucht (vietnamesisch: Vịnh Hạ Long) ist ein rund 1500 km² großes Gebiet im Golf von Tonkin in der Provinz Quảng Ninh im Norden Vietnams. Nach offiziellen Angaben ragen 1969 Kalkfelsen, zumeist unbewohnte Inseln und Felsen, zum Teil mehrere hundert Meter hoch aus dem Wasser. Das Kalksteinplateau, das die Bucht beheimatet, sinkt langsam. 1994 erklärte die UNESCO die Bucht zum Weltnaturerbe.

## Etymologie
Der Name Vịnh Hạ Long (Hán Nôm: 泳下龍) bedeutet „Bucht des untertauchenden Drachen“ im Gegensatz zu Thang Long („aufsteigender Drache“, dem alten Namen von Hanoi). Der Legende nach entstand die Bucht durch einen Drachen, einem Long, der nahe am Meer in den Bergen lebte. Als er zur Küste lief, zog er mit seinem Schwanz tiefe Furchen in das Land, das vom Meer überflutet wurde, nachdem der Drache ins Wasser abgetaucht war.
Der Name Ha Long verbindet die Geschichte der Drachen mit dem Kampf der Vietnamesen gegen Invasoren. Nach der Gründung Vietnams wurde das Land von ausländischen Feinden angegriffen. Der Gott Ngoc Hoang schickte die Drachenmutter und ihre Drachenkinder zur Erde, um den Vietnamesen im Kampf gegen die Feinde zu helfen. Als die feindlichen Schiffe die Küste stürmten, spuckten die Drachen sofort zahlreiche Juwelen aus. Diese Juwelen verwandelten sich plötzlich in kleine und große Felseninseln und verbanden sich zu einer festen Zitadelle. Die Feindschiffe wurden zerstört.
Nach dem Sieg sahen die Drachen, dass es hier nicht nur schöne Landschaften gab, sondern die Menschen fleißig waren und sich gegenseitig halfen. Deshalb kehrten die Drachenmutter und ihre Drachenkinder nicht in den Himmel zurück, sondern blieben auf der Erde, wo die Schlacht stattfand, um die Menschen in Dai Viet (Groß-Vietnam) für immer zu beschützen. Der Ort, an dem die Drachenmutter landete, hieß Ha Long, und der Ort, wo die Drachenkinder neben der Drachenmutter landeten, hieß Bái-Tử-Long-Bucht. Die durch die Drachenschwänze aufgewirbelten Wellen hießen Bạch Long Vĩ – die heutige Halbinsel Trà Cổ.

## Geologie

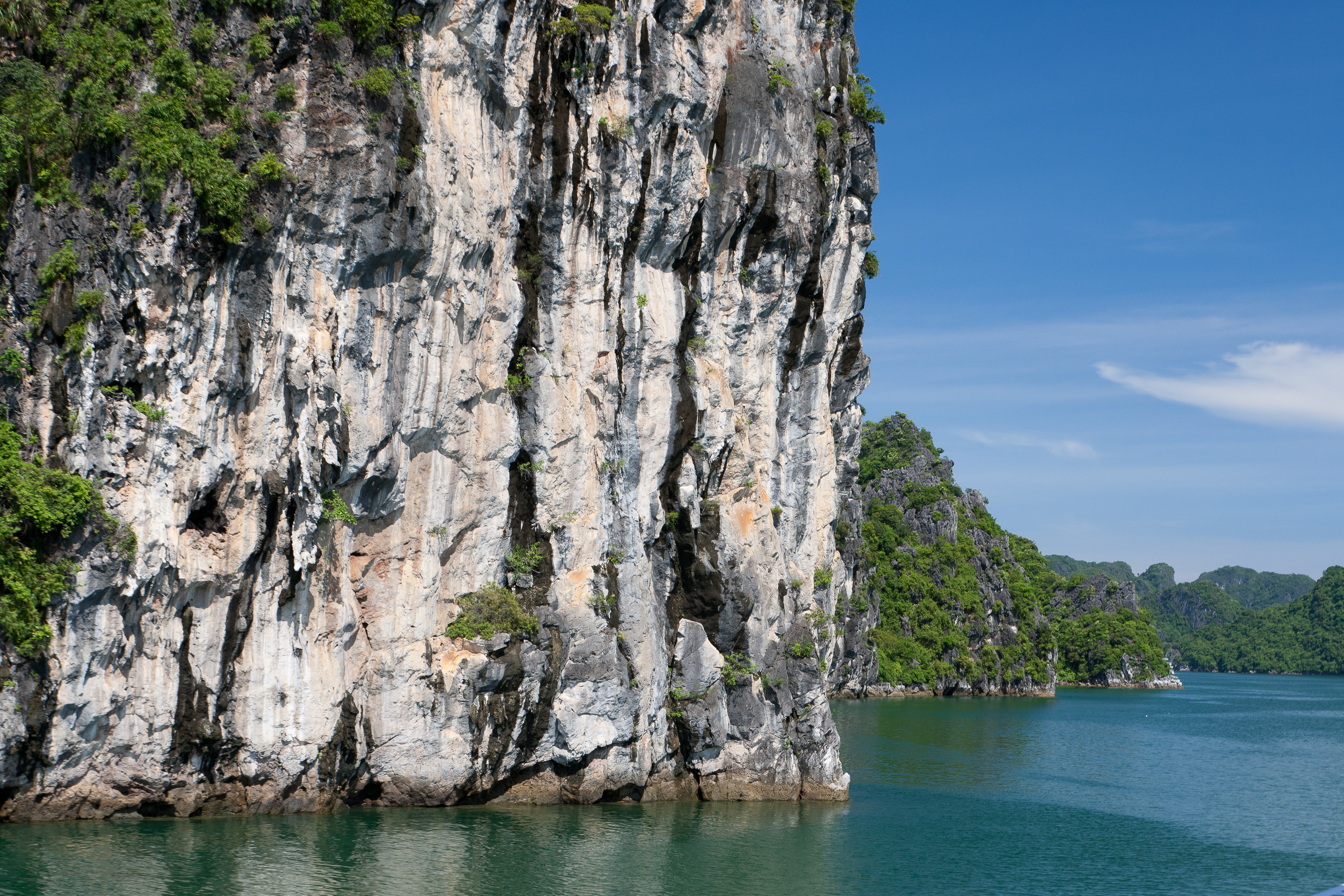
Karstkarren als allgegenwärtige Verwitterungsform des Kalksteins und Dolomits in der Halong-Bucht

Geologisch entstand die heutige Bucht durch einen im Holozän ertrunkenen Kegelkarst. Viele der Kalkfelsen sind grün, also über und über mit Pflanzen bewachsen, auf den größeren existiert teilweise dichter Dschungel.  Teilweise haben die Naturkräfte regelrechte Durchgänge durch den Fels gebildet. Die Grotten und Höhlen dieser Kalkfelsen können teilweise, wie einige Strände auch, nur bei Ebbe betreten werden. In ihnen wie z. B. in der „Trommelgrotte“ (Hang Trống) und in Höhlen wie z. B. der „Höhle der hölzernen Pfähle“ (Hang Đầu Gỗ) gibt es bizarr anmutende Stalaktiten und Stalagmiten.

## Lage
Die Halong-Bucht liegt im Nordosten von Vietnam in einem Gebiet, das von 106°56′ bis 107°37′ östlicher Länge und von 20°43′ bis 21°9′ nördlicher Breite reicht. Die Bucht erstreckt sich vom Yên Hưng Distrikt über Hạ Long City und Cẩm Phả bis zum Vân Đồn Distrikt, sie grenzt im Süden und Südosten an den Golf von Tonkin und im Norden an China. Im Westen und Südwesten wird das Gebiet von der Insel Cát Bà begrenzt. Die Bucht hat eine 120 km lange Küstenlinie und fast 2000 Inseln auf einer Fläche von 1553 km². Die als UNESCO-Weltkulturerbe ausgewiesene Fläche beträgt immerhin noch 434 km² mit 775 Inseln.
Die mit 354 km² größte Insel ist Cát Bà, auf der etwa 12.000 Insulaner vorwiegend vom Fischfang, der Austernzucht und dem zunehmenden Tourismus leben. Die größte Erhebung beträgt über 330 m. In den 1970er und 1980er Jahren war sie Ausgangspunkt der Flucht zahlreicher so genannter Boatpeople.
Während des Indochinakriegs und des Vietnamkriegs wurden einige der Inseln und große Höhlen darauf zu Auffanglagern für Flüchtlinge und Kranke und als Nachschubdepots ausgebaut. So existierte auf Cát Bà in einer Höhle ein Krankenhaus, in dem sich zeitweilig bis zu 300 Personen aufhielten.

## Tourismus und Verkehr
Die Halong-Bucht ist eine der beliebtesten Touristenattraktionen in Vietnam.
Ende Dezember 2018 wurde in der Nähe der Halong-Bucht der Van Don International Airport eröffnet.

### Unfälle mit Schiffen
Nachweislich kam es in den Jahren 2002, 2006, 2009 und 2011 aufgrund mangelhafter Sicherheitsstandards der veralteten Holzschiffe zu tödlichen Unfällen; vermutlich ereigneten sich ähnliche Vorfälle auch schon früher. 2006 starben 13 Menschen durch starken Sturm, mehrere Schiffe kenterten, ähnliches passierte 2002. 2009 starben zwei britische und ein französischer Tourist, sowie der einheimische Reiseführer. Am 17. Februar 2011 starben elf Touristen aus dem Vereinigten Königreich, Australien, Frankreich, Japan, USA, Russland, Schweden und der Schweiz sowie ihr vietnamesischer Reiseführer, als ihr Ausflugsboot sank. Ein weiteres Unglück ereignete sich am 8. Mai 2011, als ein Ausflugsboot der Hại Long Co Ltd mit 28 französischen Touristen an Bord vor der Insel Do Cạn kenterte. Alle Bootsinsassen konnten aber gerettet werden.
Am 19. Juli 2025 kenterte bei starkem Sturm ein Touristenboot mit 48 Passagieren und fünf Besatzungsmitgliedern an Bord. Trotz der eingeleiteten umfangreichen Rettungsmaßnahmen konnten nur zehn  der Insassen lebend geborgen werden. Bei den bisher geborgenen 38 Opfern handelte es sich nach offiziellen Angaben um Vietnamesen, darunter acht Kinder.

## Bildergalerie

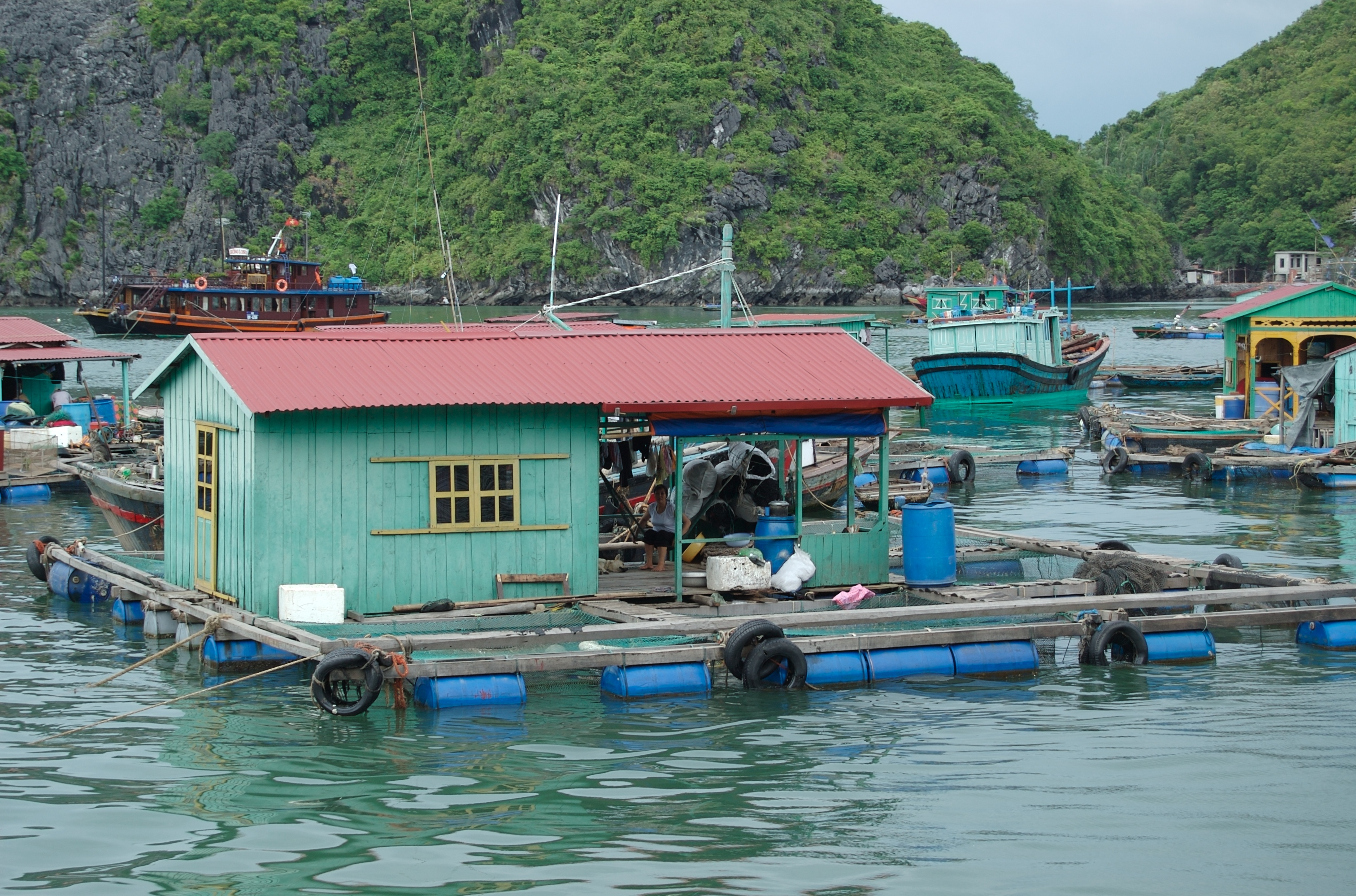
Schwimmendes Dorf
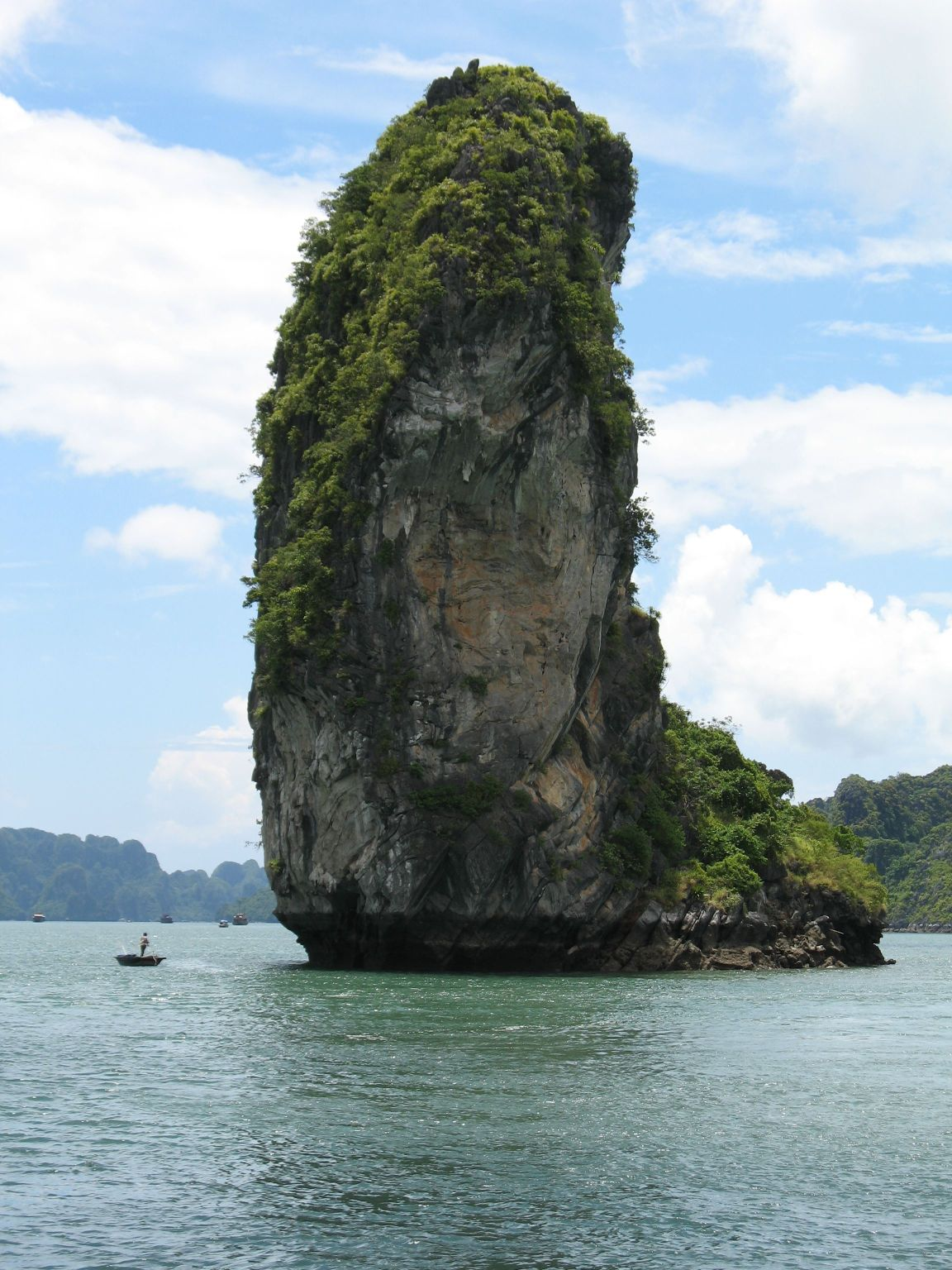
Felsnadel
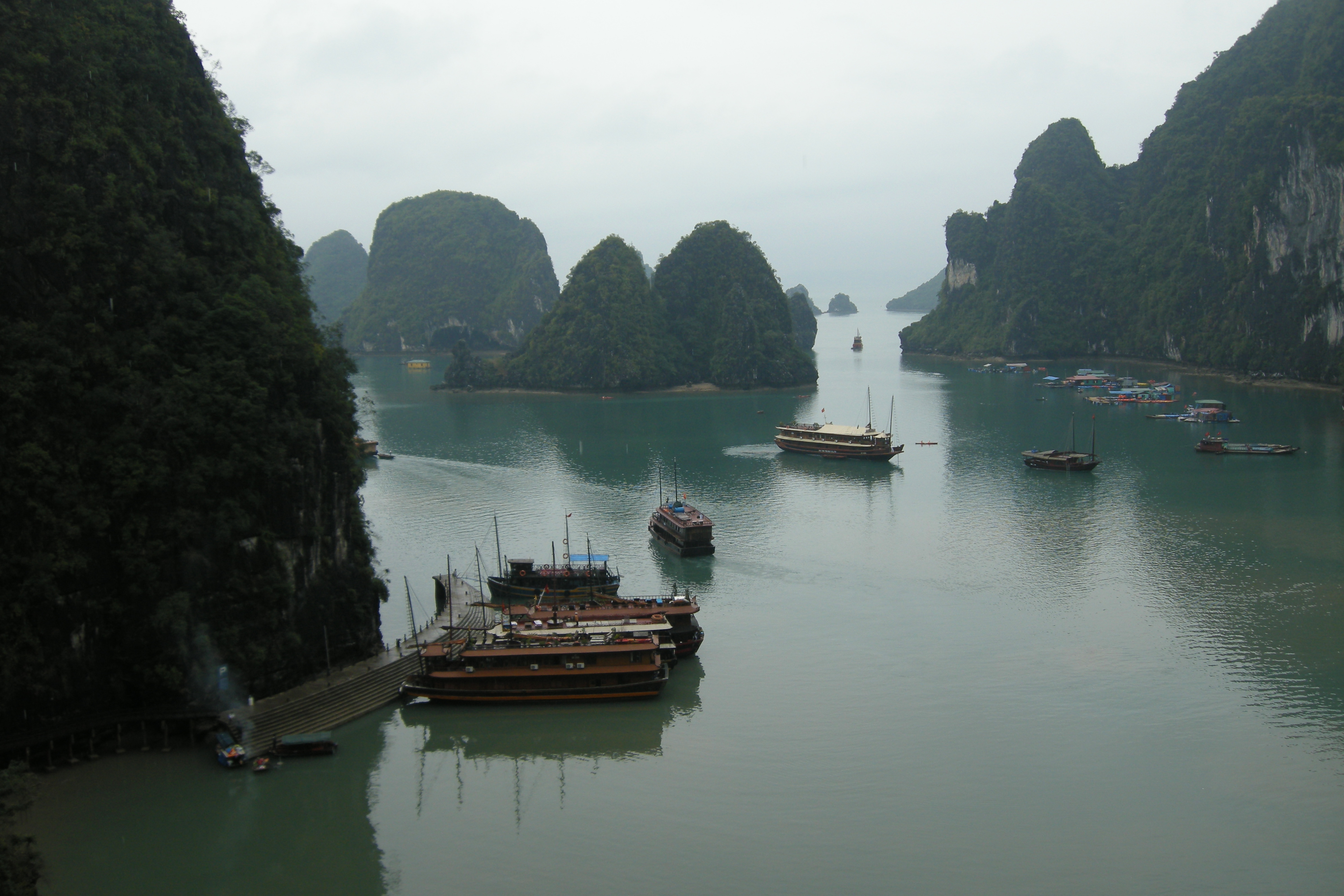
Bucht von Hạ Long
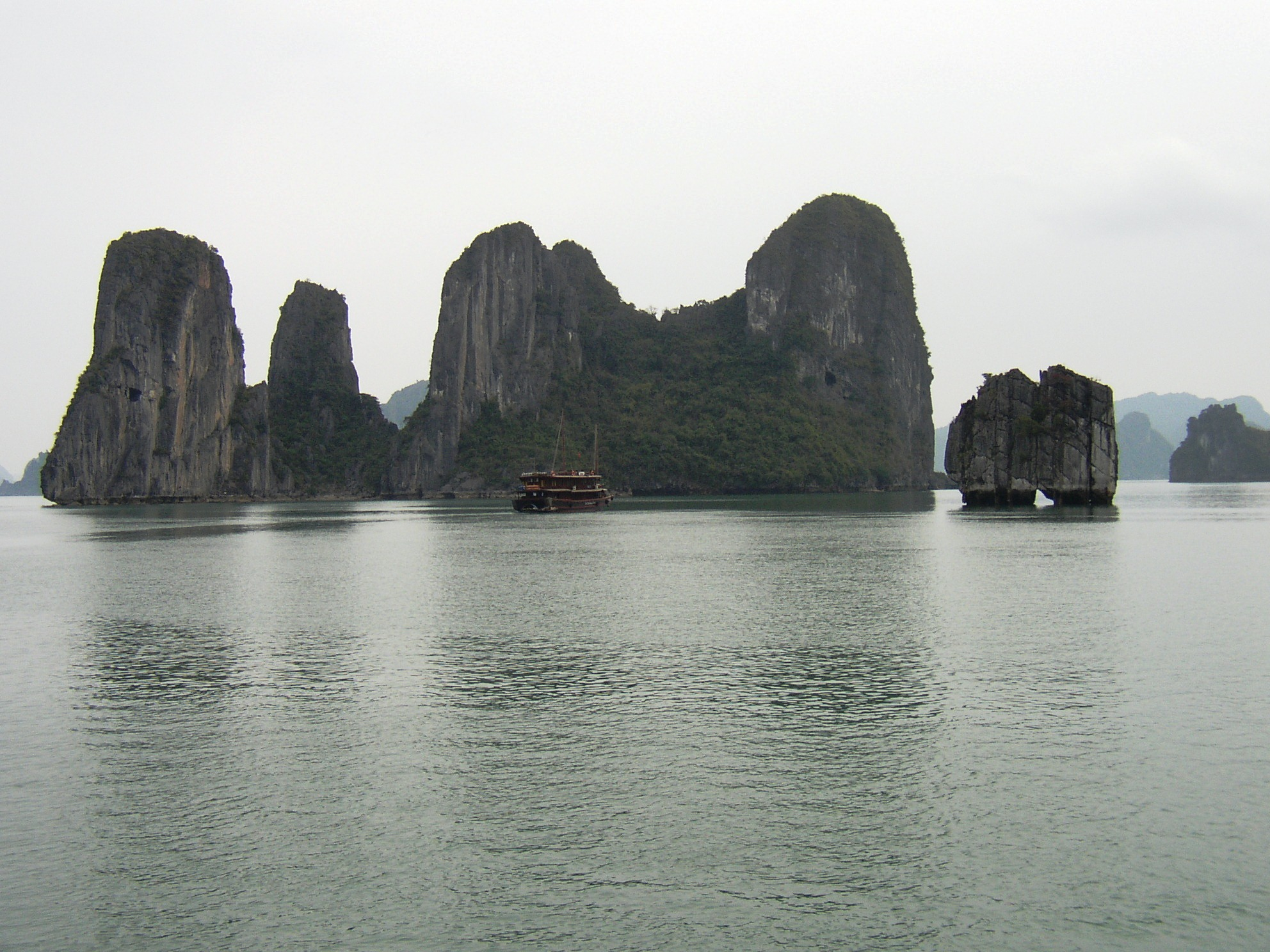
Inseln und Felsen, von außen gesehen …
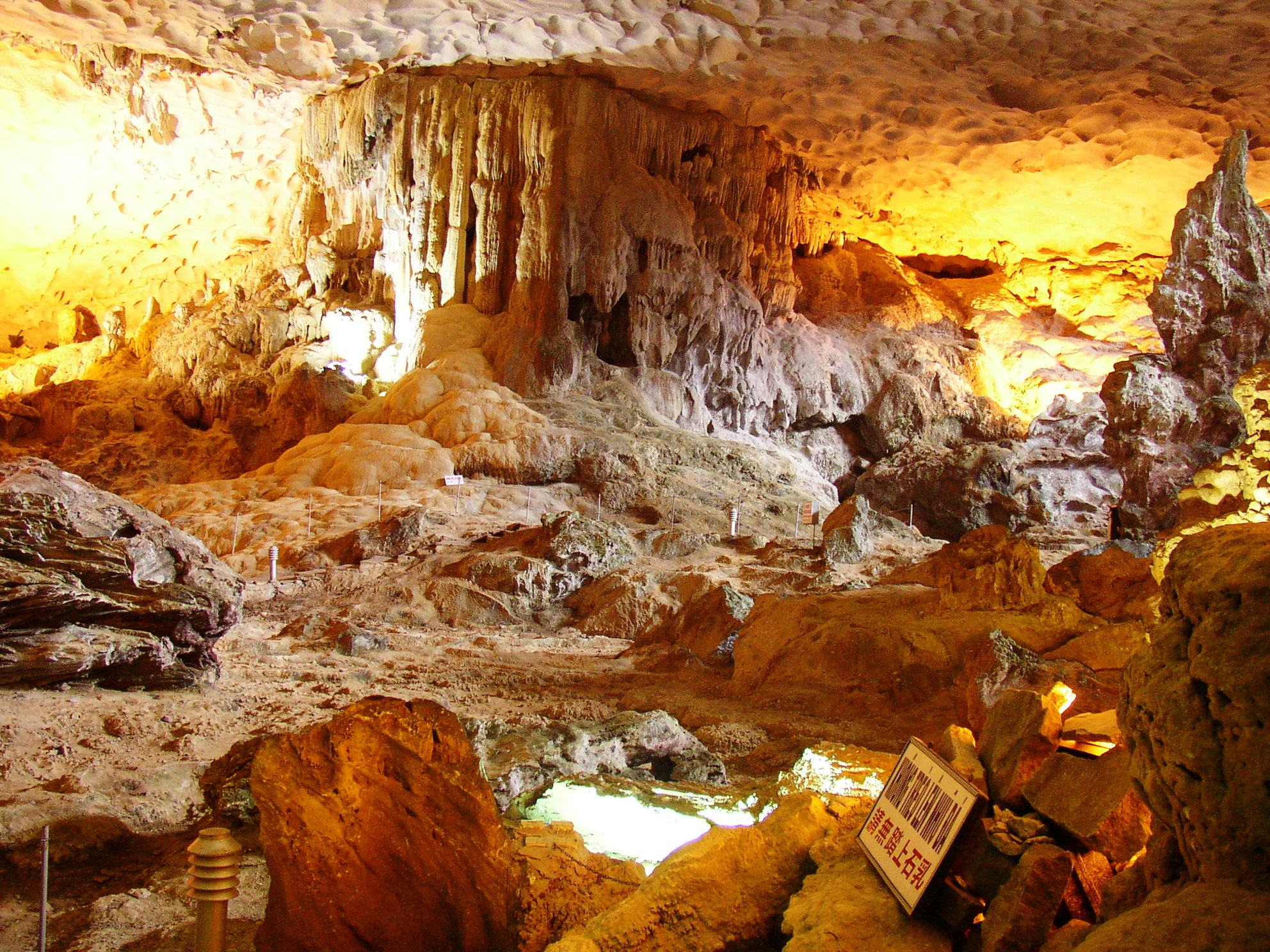
… und von innen
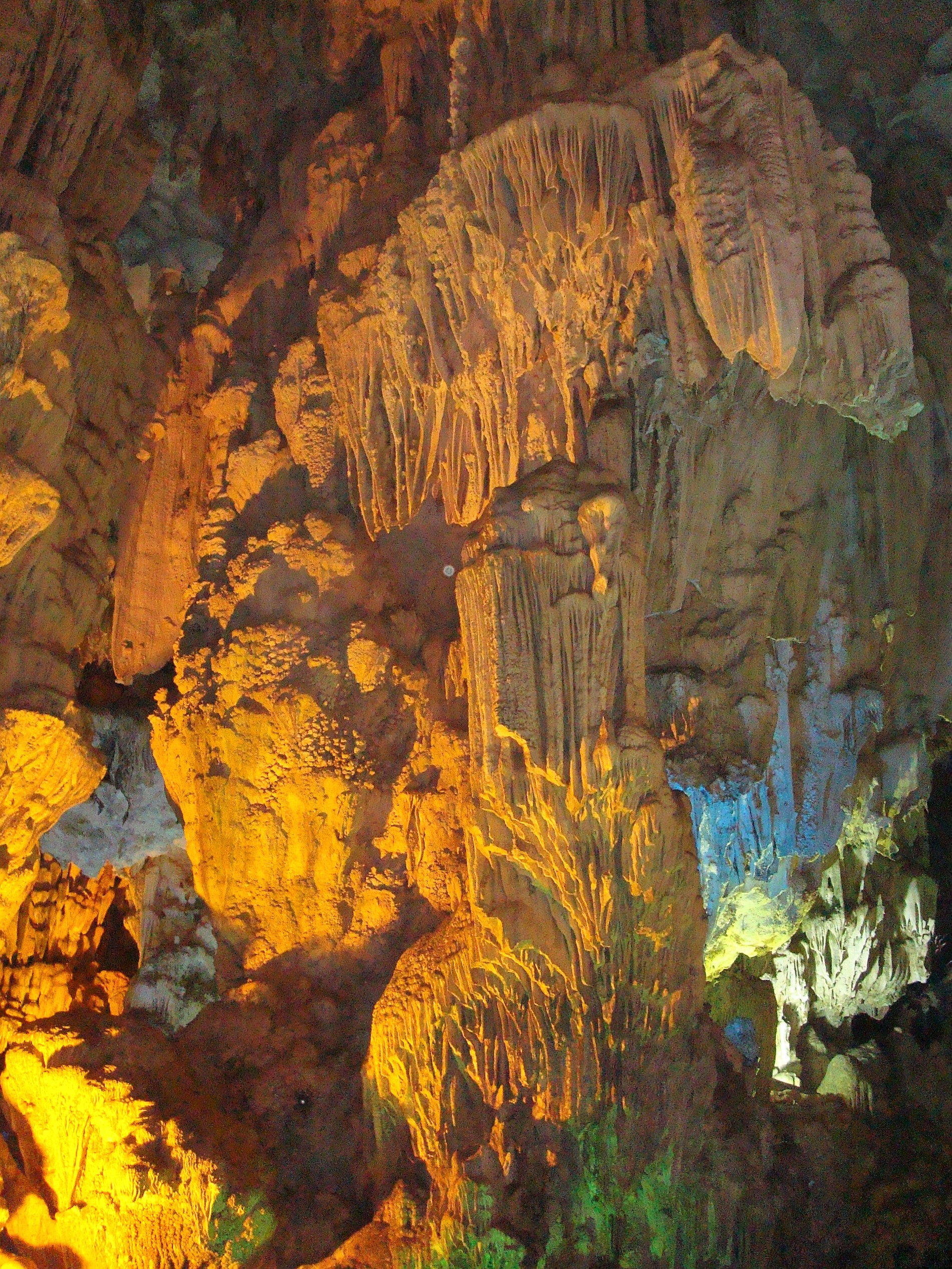
Höhle
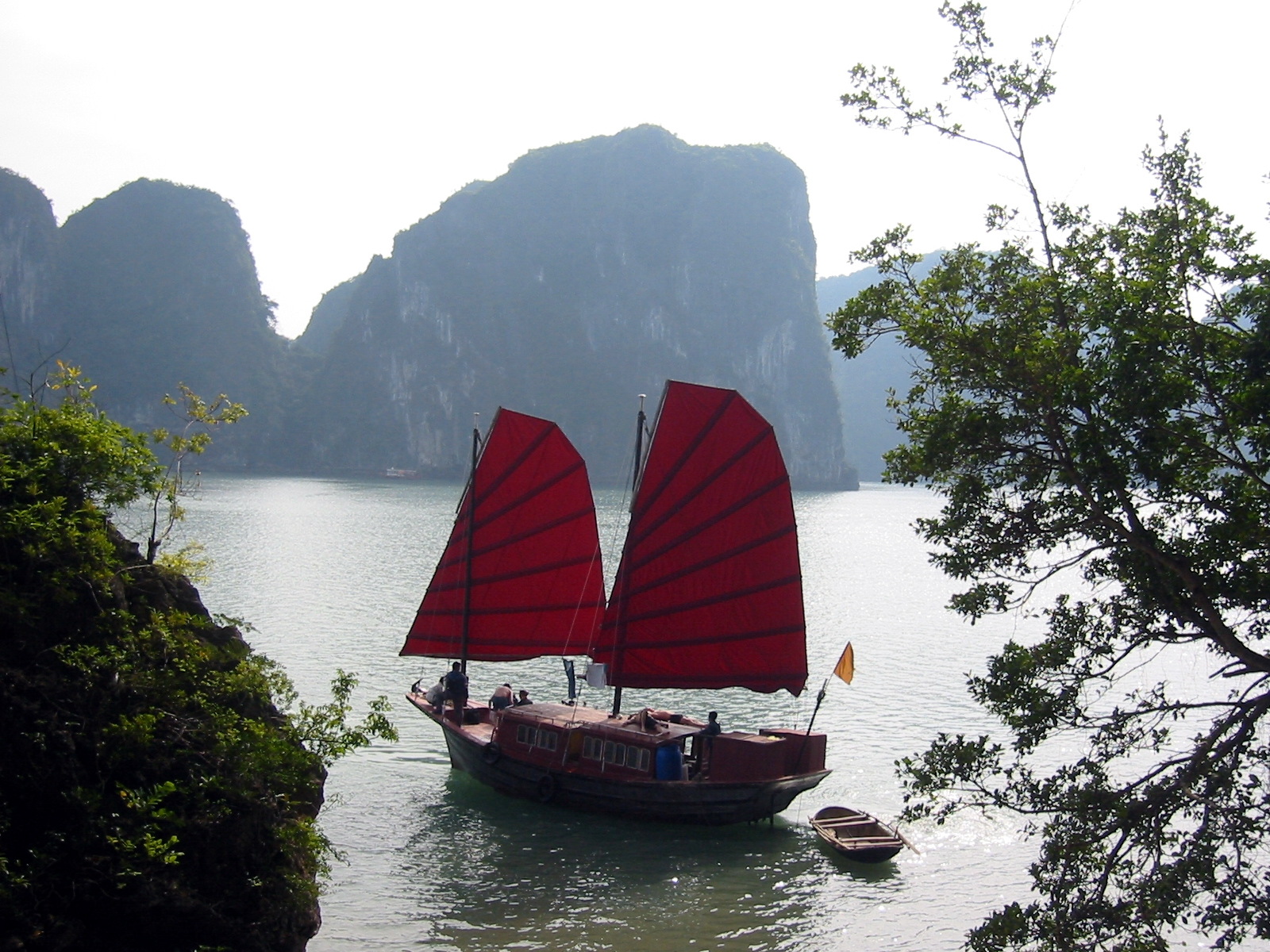
Typische Dschunke
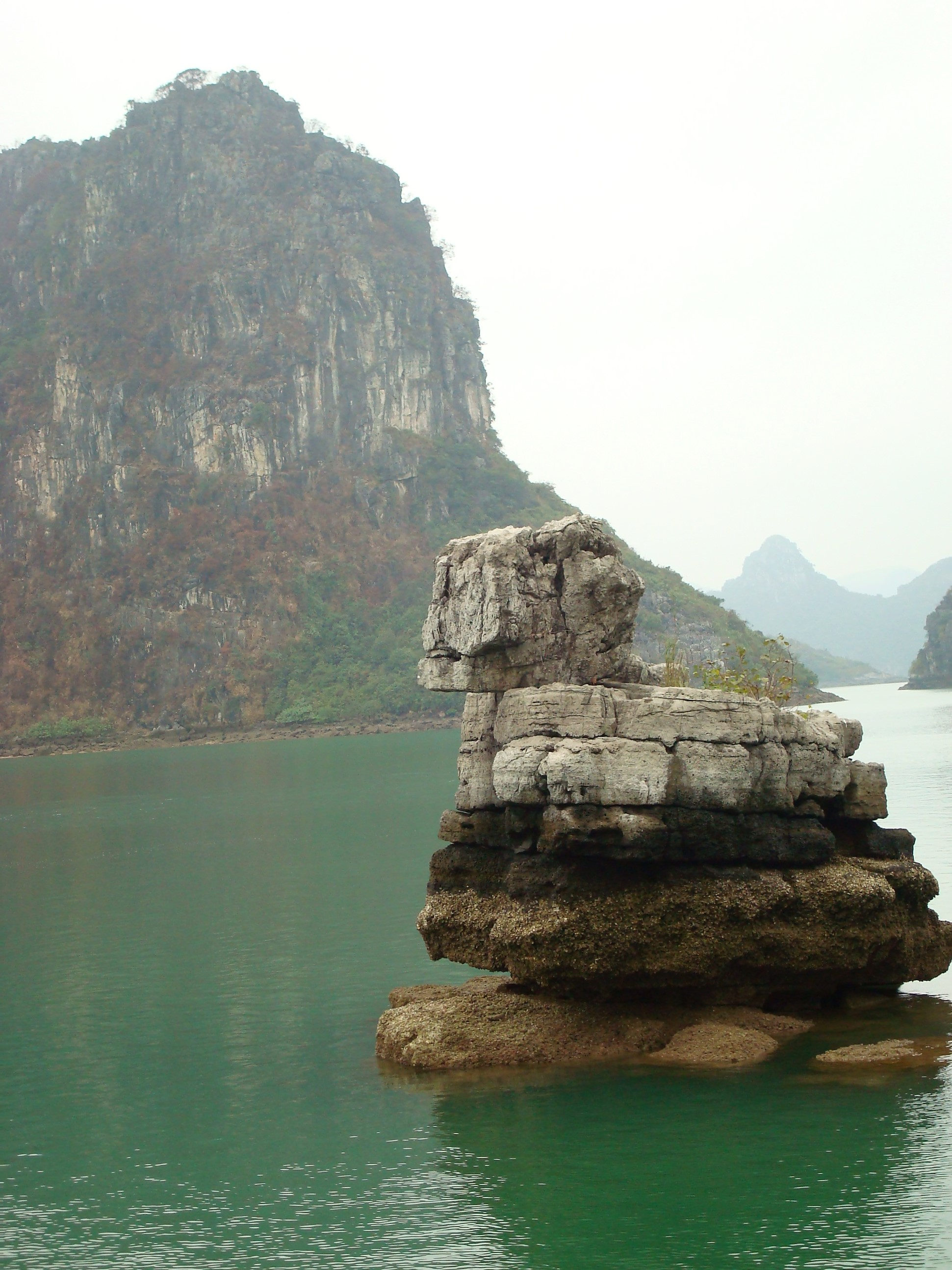
Bizarre Felsformation